# Wolfgang Brauch
Wolfgang Brauch (* 11. Dezember 1925 in Naumburg an der Saale; † 16. September 2005 in Ravensburg) war ein deutscher Mathematiker, Geophysiker und Hochschullehrer.
Der Sohn des Rechtsanwalts Walter Brauch besuchte das Königin-Carola-Gymnasium in Leipzig, bevor er bis 1944 an die Gymnasien in Naumburg und Werdau wechselte. 1945 wurde er zur Wehrmacht eingezogen und kam in US-amerikanische Kriegsgefangenschaft. Von 1947 bis 1952 studierte er an der damaligen Bergakademie in Clausthal (heute TU Clausthal). Von 1953 bis 1958 war er dort Assistent und Dozent. 1954 erforschte er in Bogotá (Kolumbien) mathematische und geophysikalische Grundlagen von Lagerstättenkunde und Reflexionsseismik. 1955 wurde er promoviert.
Von 1958 bis 1965 war er Dozent an der Fachhochschule Hannover. Ab 1965 war er Professor für angewandte und numerische Mathematik und Informatik der Fachhochschule Ravensburg-Weingarten. 1990 wurde er emeritiert. Auch danach war er im Rahmen eines Lehrauftrags tätig und veröffentlichte weiter wissenschaftliche Arbeiten.
Er war seit 1954 verheiratet und hatte drei Söhne.

## Veröffentlichungen
- Gedanken zur Auswertung in der Reflexionsseismik, Wilhelmshaven  1954
- Wellengeschwindigkeiten und Lotzeit in der Reflexionsseismik, Clausthal-Zellerfeld 1955, Dissertation und Patentschrift
- Mathematik für Ingenieure, Stuttgart 1963 (zuletzt 11. Auflage, Wiesbaden 2006, ISBN 3-8351-0073-4)
- Matemáticas para ingenieros Bilbao Ediciones Urmo, 1970
- Programmierung mit FORTRAN, Stuttgart 1972 (zuletzt 6. Auflage, Stuttgart 1984, ISBN 3-519-00004-0)
- Programmieren mit FORTRAN 77 für Ingenieure, Stuttgart 1983 (zuletzt 3. Auflage, Stuttgart 1989, ISBN 3-519-20094-5)
- Programmierung mit BASIC, Stuttgart 1981 (zuletzt 3. Auflage, Stuttgart 1984, ISBN 3-519-20086-4)
- Programmieren mit Microsoft BASIC für Ingenieure, Stuttgart 1986, ISBN 3-519-00111-X
- Beiträge in Luegers Lexikon der Technik, 4. Auflage, 1960–1972